# Beidou
För andra betydelser, se Beidou (olika betydelser).
BeiDou 1 (北斗一号) är ett kinesiskt satellitnavigationssystem. Namnet Beidou (北斗) kommer av det kinesiska namnet på stjärnbilden Stora björnen.
Beidou 2 går under namnet Compass.

## Källhänvisningar
- Precise orbit determination of Beidou Satellites with precise positioning
- (engelska) Website Beidou
- (engelska) Beidou sur le site de l'ESA
- (engelska) Étude de marché (dont utilisation du système Beidou (mars 2015)
- (engelska) Beidou (Big Dipper) - GlobalSecurity.org
- (engelska) BDstar Navigation
- (engelska) Aviation International News
- (engelska) BeiDou-1 - SinoDefence.com
- (engelska) BeiDou-2 - SinoDefence.com
- (engelska)  Compass on the Chinese Defence Today website
- (engelska) Compass-M1 orbit details can be found in the Space-Track catalogue with a name "Beidou M1"
- (engelska) Navipedia information on BeiDou—Wiki initiated by the European Space Agency
- (franska) La coopération aérospatiale entre l'Europe et la Chine